# 추이적 집합
집합론에서 추이적 집합(推移的集合, 영어: transitive set)은 원소의 원소를 원소로 하는 집합이다.

## 정의
집합 {\displaystyle X}에 대하여 다음 조건들이 동치이며, 이를 만족시키는 집합을 추이적 집합이라고 한다.
- 임의의 {\displaystyle B\in A\in X}에 대하여, {\displaystyle B\in X}
- 임의의 {\displaystyle A\in X}에 대하여, {\displaystyle A\subseteq X}
- {\displaystyle \bigcup X\subseteq X}
- {\displaystyle X\subseteq {\mathcal {P}}(X)}

마찬가지로,  추이적 모임(영어: transitive class)을 정의할 수 있다.
집합 {\displaystyle X}의 추이적 폐포(영어: transitive closure)는 {\displaystyle X}를 포함하는 가장 작은 추이적 집합이다. 즉, 다음과 같다.
{\displaystyle \bigcup _{n=0}^{\infty }\operatorname {\overbrace {\bigcup \cdots \bigcup } ^{\mathit {n}}} X=X\cup \bigcup X\cup \bigcup \bigcup X\cup \cdots }

### 초추이적 집합
집합 {\displaystyle X}에 대하여 다음 두 조건이 동치이며, 이를 만족시키는 집합을 초추이적 집합(영어: supertransitive set)이라고 한다.
- 임의의 {\displaystyle A\in X}에 대하여, 만약 {\displaystyle B\subseteq A} 또는 {\displaystyle B\in A}라면, {\displaystyle B\in X}
- 임의의 {\displaystyle A\in X}에 대하여, {\displaystyle A\cup {\mathcal {P}}(A)\subseteq X}

초추이적 집합은 추이적 집합이다.
보다 일반적으로, 순서수 {\displaystyle \alpha }에 대하여, 다음과 같은 누적 위계
{\displaystyle {\mathcal {P}}^{\alpha }(X)={\begin{cases}{\mathcal {P}}({\mathcal {P}}^{\beta }(X))&\exists \beta \colon \beta +1=\alpha \\X\cup \bigcup _{\gamma <\alpha }{\mathcal {P}}^{\gamma }(X)&\nexists \beta \colon \beta +1=\alpha \end{cases}}}
를 생각하자. 이 경우, 다음 조건을 만족시키는 집합을 {\displaystyle \alpha }-초추이적 집합(영어: {\displaystyle \alpha }-supertransitive set)이라고 한다.
- 임의의 {\displaystyle A\in X} 및 순서수 {\displaystyle \beta <\alpha }에 대하여, {\displaystyle {\mathcal {P}}^{\beta }(A)\subseteq X}

즉, 모든 집합은 0-초추이적 집합이며, 1-초추이적 집합은 추이적 집합이며, 2-초추이적 집합은 초추이적 집합이다.
집합 {\displaystyle X}의 {\displaystyle \alpha }-초추이적 폐포는 {\displaystyle X}를 포함하는 가장 작은 {\displaystyle \alpha }-초추이적 집합이며, 다음과 같다.
{\displaystyle X\cup Q(X)\cup Q(Q(X))\cup \cdots }
{\displaystyle Q(X)=\bigcup _{A\in X}\bigcup _{\beta <\alpha }{\mathcal {P}}^{\beta }(A)}

## 성질

### 연산에 대한 닫힘
임의의 추이적 집합 {\displaystyle X}에 대하여, {\displaystyle \bigcup X}와 {\displaystyle X\cup \{X\}} 역시 추이적 집합이다.
임의의 추이적 집합들의 족 {\displaystyle {\mathcal {X}}}에 대하여, {\displaystyle \bigcup {\mathcal {X}}}와 {\displaystyle \bigcap {\mathcal {X}}} 역시 추이적 집합이다.

### 자명하지 않은 동형의 부재
추이적 모임과 원소 관계로 이루어진 구조 사이의 동형 사상은 항등 함수밖에 없다. 즉, 추이적 모임 사이의 전단사 함수 {\displaystyle f\colon X\to Y}가
{\displaystyle A\in B\in X\iff f(A)\in f(B)\in Y}
를 만족시킨다면, {\displaystyle X=Y}이며, {\displaystyle f=\operatorname {id} _{X}}이다.:67, Theorem 6.7 이는 정칙성 공리를 사용하여 보일 수 있다. 특히, 폰 노이만 전체는 자명하지 않은 자기 동형 사상을 갖지 않는다.
증명:
임의의 {\displaystyle A\in X}에 대하여, {\displaystyle f(A)=A}를 보이는 것으로 충분하다. 정칙성 공리에 의하여, 모든 모임이 정초 모임임을 보일 수 있으며, 따라서 {\displaystyle (X,\in )} 위에서 초한 귀납법을 사용할 수 있다. 이제, 임의의 {\displaystyle B\in A}에 대하여 {\displaystyle f(B)=B}라고 가정하자. 다음 두 가지를 보이면 족하다.
- {\displaystyle A\subseteq f(A)}
  - 임의의 {\displaystyle B\in A}에 대하여, {\displaystyle B=f(B)\in f(A)}이다.
- {\displaystyle f(A)\subseteq A}
  - 임의의 {\displaystyle f(B)\in f(A)}에 대하여, {\displaystyle B\in A}이므로, {\displaystyle f(B)=B\in A}이다.

## 예
순서수의 폰 노이만 정의에 따르면, 순서수는 추이적 집합만을 원소로 하는 추이적 집합이다.
폰 노이만 전체의 정의에서, 임의의 순서수 {\displaystyle \alpha }에 대하여 {\displaystyle V_{\alpha }}는 추이적 집합이다. 폰 노이만 전체 {\displaystyle V}는 추이적 고유 모임이다.
구성 가능 전체의 정의에서, 임의의 순서수 {\displaystyle \alpha }에 대하여 {\displaystyle L_{\alpha }}는 추이적 집합이다. 구성 가능 전체 {\displaystyle L}은 추이적 고유 모임이다.

## 응용
추이적 집합 · 모임은 모형 이론에서 집합론의 모형을 정의하기 위하여 쓰인다. 모스토프스키 붕괴 보조정리에 의하여, "괜찮은" 모형은 항상 추이적 모형으로 나타낼 수 있다.

## 같이 보기
- 추이적 관계